# Callargyra bayni
Callargyra bayni är en fjärilsart som beskrevs av George Francis Hampson 1908. Callargyra bayni ingår i släktet Callargyra och familjen nattflyn. Inga underarter finns listade i Catalogue of Life.